# Otomys barbouri
Otomys barbouri är en gnagare i släktet egentliga öronråttor som förekommer i östra Afrika. Populationen listades några år som synonym till Otomys anchietae och sedan 1992 godkänns den som art.

## Utseende
Honor är med en kroppslängd (huvud och bål) av 12,5 till 17,5 cm, en svanslängd av 5,7 till 8,0 cm och en vikt av 78 till 144 g mindre än hannar. Exemplar av hankön blir utan svans 16,2 till 21,0 cm långa, svanslängden är 6,6 till 9,6 cm och vikten är 83 till 161 g. Arten har 2,3 till 3,0 cm långa bakfötter och 2,1 till 2,8 cm stora öron. Djuret påminner liksom andra släktmedlemmar om en sork. Den fluffiga pälsen på ovansidan bildas av rödbruna hår med svarta spetsar vad som ger ett prickigt utseende. På undersidan förekommer ljusare rödbrun päls. Otomys barbouri har gråbruna händer och fötter. Svansen är täckt av fjäll och korta styva hår. Den har en svartbrun färg. Vid framtänderna förekommer en ränna på framsidan.

## Utbredning
Arten lever endemisk vid Mount Elgon i gränsområdet mellan Kenya och Uganda. Utbredningsområdet ligger 3200 till 4300 meter över havet. Regionen är främst täckt av bergsängar samt av några buskar. I området finns även några träskmarker som domineras av halvgräset Carex runssoroensis.

## Ekologi
Otomys barbouri är aktiv på dagen och den vilar på natten i täta växtansamlingar. Under natten förekommer ofta minusgrader men individerna uppsöker inga jordhålor och de sitter inte heller intill varandra för att spara värme. Arten äter blad från gräs och andra växter samt blommor.
När honan inte är brunstig lever varje exemplar ensam men det saknas revirbeteende. Honor kan para sig under alla årstider och ibland förekommer flera kullar per år. Per kull föds en unge. De flesta exemplar lever upp till 15 månader. Denna gnagare jagas av servalen och den faller ibland offer för rovlevande fåglar.

## Status
Under tjuvjakten på större bytesdjur anlägger människor ofta bränder som förstör stora gräsmarker. Några delar av artens utbredningsområde ingår i en nationalpark. Beståndet minskar och IUCN listar Otomys barbouri som starkt hotad (EN).